# Heer (Wehrmacht)
Heer je bil naziv za kopensko vojsko Tretjega rajha. Poleg letalstva, Luftwaffe in mornarice, Kriegsmarine je predstavljal eno od treh vej nemških oboroženih sil, Wehrmachta. Pri nazivu Heer gre za splošni naziv za vse enote kopenske vojske ne glede na njihov namen. Tako so spadale pod njega tako pehotne kot motorizirane enote, pa seveda vse ostale kot so artilerija, inženirstvo,...
Generalštab Heera se je imenoval Oberkommando des Heeres (OKH), ustanovljen je bil 16. marca 1935, ko je iz razpuščenega Reichwehra (enovejna oborožena sila) nastala tri vejna: Wermacht.

OKH je deloval na področju načrtovanja operacij in organizacije ustanavljanja, opremljanja vojaških enot ter njihovega urjenja do konca druge svetovne vojne leta 1945.
V kopenski vojski oboroženih sil Tretjega rajha je za časa 2. svetovne vojne služilo približno 15 milijonov vojakov. Približno 3 milijone jih je pri tem umrlo. 
Heer je vseboval več različnih služb po področjih delovanja. Njegova organizacija za usposabljanje novih enot in vojakov se je tako imenovala ErzatsHeer in je delovala izključno v Nemčiji. Razdeljen je bil po geografskih področjih, tako imenovanih vojaških okrožjih, Wehrkreis, ki jih je bilo skupaj osemnajst in so se ukvarjala z novačenjem novincev in njihovim urjenjem. Operativni del imenovan z nazivom FeldHeer, je vseboval že izurjene in opremljene enote, ki so jih pošiljali na operativne naloge. 